# Reimeikai
Le Reimeikai (黎明 会, que l'on pourrait traduire par « Société de l'Aube ») était une « société éducative » japonaise de l'ère  Taishō. Ses membres avaient pour objectifs « la Stabilisation et d'enrichissement de la vie du peuple japonais en conformité avec les nouvelles tendances de l'après-guerre ». 
Le Reimeikai a été formé en décembre 1918. Il a présenté des conférences publiques. Ses fondateurs furent Sakuzō Yoshino et Tokuzō Fukuda.
Le Reimeikai espérait apporter le suffrage universel et la liberté de réunion. Il préconisait moins de restrictions sur le droit de grève. Le groupe se réunissait « afin de propager les idées de la démocratie au sein du peuple. »
La société a été dissoute en 1920.

## Source de la traduction
- (en) Cet article est partiellement ou en totalité issu de l’article de Wikipédia en anglais intitulé « Remeikai » (voir la liste des auteurs).